# Boca de Arroyo, Sinaloa
Boca de Arroyo är en ort i Mexiko.   Den ligger i kommunen Mocorito och delstaten Sinaloa, i den västra delen av landet, 1 100 km nordväst om huvudstaden Mexico City. Boca de Arroyo ligger 70 meter över havet och antalet invånare är 189.
Terrängen runt Boca de Arroyo är huvudsakligen platt, men söderut är den kuperad. Runt Boca de Arroyo är det ganska tätbefolkat, med 72 invånare per kvadratkilometer. Närmaste större samhälle är Guamúchil, 10,6 km väster om Boca de Arroyo. Omgivningarna runt Boca de Arroyo är en mosaik av jordbruksmark och naturlig växtlighet.